# ハキーム・ジェフリーズ
ハキーム・セコウ・ジェフリーズ（英語: Hakeem Sekou Jeffries、1982年5月7日 - ）はアメリカ合衆国の政治家、法律家。民主党所属の下院議員（6期）、下院少数党院内総務・下院民主党党首（第118・119議会）。

## 来歴
ニューヨークのブルックリン病院でソーシャルワーカーの父と州の薬物乱用カウンセラーの母のもとに生まれた。
公立高校のミッドウッド高校を卒業後、ニューヨーク州立大学ビンガムトン校で政治学を学び、1992年に教養学士号を取得した。ジョージタウン大学の公共政策大学院で学び公共政策修士号を取得した後、ニューヨーク大学ロースクールで学び、1997年に法務博士号を取得した。その際、マグナ・クム・ラウデを受賞している。
2007年から2012年までニューヨーク州議会議員を務めた。
議員在任中の2008年アメリカ合衆国大統領選挙民主党予備選挙では、ヒラリー・クリントンの地元でありながら、バラク・オバマを支持し、ニューヨーク州におけるオバマの初期の支持者の一人となった。
2012年アメリカ下院選挙でニューヨーク州第8区から初当選した。当選後は第114、118議会を除き予算委員会及び司法委員会に所属していた。
2018年、下院民主党の議長に就任した。
2022年、下院民主党党首に引退するナンシー・ペロシの支持を得て無投票で選出された。2023年の下院議長選挙では民主党議員全員から支持を得たが、共和党のケビン・マッカーシーに敗れた。マッカーシーが議長に選出される際、ジェフリーズは15分間のスピーチを行った。このスピーチは政府が何であるべきか、何であるべきでないかを説明する単語のアルファベット順の朗読であり、「民主主義のABC」と呼ばれた。
2023年10月のマッカーシー解任後の議長選挙では民主党は全員が再びジェフリーズを支持した。

## 政策
中道主義者であり、共和党穏健派および民主党左派との関係も良好であるとされる。第117議会ではすべての投票でジョー・バイデン大統領の表明した立場に沿って投票している。
ジェフリーズは銃規制の強化、性的指向・性自認による差別の禁止を支持している。また、イスラエルの権利を強く支持しており、下院で最も親イスラエルな民主党員と評されている。